# 雅各伯·弥额尔·哈维
雅各伯·彌額爾·哈維（英語：James Michael Harvey；1949年10月20日—）是美國籍天主教執事級樞機及現任羅馬城外聖保祿大殿總鐸。

## 生平
雅各伯·彌額爾·哈維於1949年10月20日在美國威斯康辛州密爾沃基出生。教宗保祿六世於1975年6月29日在密爾沃基總教區晉鐸。隨後，他被送往羅馬宗座北美學院學習，在那裡他獲得了教會法博士學位。又在羅馬宗座傳教士學院學習外交。他除了說母語英語外，也能說意大利語、德語、法語和西班牙語。
於1980年3月25日，進入聖座國務院負責外交服務。他曾於1980年至1982年間在駐多明尼加大使館服務。1982年7月10日，回到國務院對外事務處工作。於1997年7月22日，被任命為對外事務處主管。
教宗若望保祿二世1998年3月19日將他晉牧，並將他任命為教宗府總監，領孟菲斯領銜教區主教銜。2003年9月29日升任孟菲斯領銜總教區領銜總主教。2012年11月23日起擔任羅馬城外聖保祿大殿總鐸。
2012年11月24日被教宗本篤十六世冊封為執事級樞機，領圣庇护五世執事區執事銜。2012年12月22日，他被任命為聖座封聖部的成員。
在2013年1月31日，任為使徒遺產管理局和萬民福音部成員。他曾參與2013年教宗選舉秘密會議，當時選出的是教宗方濟各。

## 牧徽

雅各伯·彌額爾·哈维枢机牧徽